# عبد العزيز السامرائي
الشيخ عبد العزيز بن سالم بن صنع الله بن علي السامرائي (1917-1973)، فقيه وعالم وداعية إسلامي عراقي. يعد شيخ علماء الأنبار في غرب العراق ومؤسس المدرسة الدينية في الفلوجة.

## الولادة والنشأة
ولد في مدينة سامراء سنة 1337هـ - 1917م، لأسرة عربية مسلمة من آل نيسان الذين ينتسبون إلى السادة الأشراف الحسنية. وتلقى دراسته الابتدائية في سامراء ثم اتجه إلى طلب العلم الشرعي.

## دراسته الشرعية
انتسب إلى المدرسة العلمية في سامراء طالبا وتلقى العلوم الإسلامية حتى نال الإجازة العلمية من شيخه أحمد الراوي مدير المدرسة الدينية والشيخ السيد عبد الوهاب البدري، وتلقى علومه على عدة شيوخ بارزين منهم:
- الشيخ أحمد محمد الراوي
- الشيخ عبد الوهاب البدري
- الشيخ عبد الكريم الدبان
- الشيخ طه الياسين السامرائي.

سافر إلى مصر لتلقي العلوم الشرعية في الجامع الأزهر بعد أن أتم دراسته في سامراء ولم يلبث إلا أشهرا معدودات عاد بعدها إلى مدينته.

## وظائفه العلمية
- عُين معلماً في مدرسة ابتدائية في مدينة الديوانية جنوب العراق سنة 1938م ثم ترك الوظيفة بعد سنتين.
- بعد تخرجه ُعين واعظاً في قضاء (هيت) التابع إلى محافظة الأنبار في عام 1940م.
- ثم ُعين مدرساً عام 1942 في مدرسة هيت العلمية لتدريس العلوم الشرعية وبقي فيها ست سنوات.
- انتقل في عام 1948 إلى مدينة الفلوجة إماماً وخطيباً في جامع كاظم باشا (الذي يسمى الآن الجامع الكبير) ومدرساً في مدرسته العلمية الدينية واستمر بالتدريس فيها حتى عام 1971م.

## طلابه
لازم الشيخ مدرسته الدينية ملازمة دائمة من صلاة الفجر حتى بعد صلاة العشاء معتنيا بطلابه يدرسهم ويهذب سلوكهم وكان من حبه لطلابه يقول: 
. تخرج على يديه جيل من شيوخ العلم الشرعي إذ يعد غالب علماء الأنبار الكبار من طلابه وكثير منهم علماء معروفون على مستوى العراق والبلاد الإسلامية نذكر بعضا من البارزين منهم:
- الشيخ عبد الملك السعدي وأشقاؤه الشيخ عبد العليم والشيخ عبد الحكيم السعدي.
- الدكتور أحمد عبيد الكبيسي
- الاستاذ الدكتور حمد عبيد الكبيسي
- الشيخ هاشم جميل
- الشيخ عبد القادر العاني
- الشيخ خليل محمد الفياض
- الشيخ طه جابر العلواني
- الشيخ صبحي الهيتي
- الشيخ عبد الستار الملا طه الكبيسي
- الشيخ مكي حسين الكبيسي... وغيرهم.

## الدعوة وإرشاد الناس
لم يكتف الشيخ بمدرسته يدرس فيها العلم الشرعي بل جند نفسه وطلبته في الفلوجة وباقي مدن الأنبار يدعون الناس إلى التمسك بتعاليم الإسلام ونبذ الدعوات الضالة والخرافات، وكان يخرج إلى منطقة العشائر المحيطة بالفلوجة للوعظ والإرشاد ويحثهم على بناء المساجد فيها. فكانت للشيخ عبد العزيز مكانة عالية بين الناس يوقرونه ويحترمونه وله منزلة طيبة في قلوبهم فتجدهم يتوافدون عليه من مختلف الأماكن ليسمعوا منه الوعظ ويسألوه عن أُمور دينهم.

يقول أحد طلبته الحاج عبد الله حديد: 
. فهو يتفقد أحوال الناس غنيهم وفقيرهم، صغيرهم وكبيرهم، تساعده على ذلك ذاكرة قوية في حفظ أسماء الناس. وكان يعمل على تفقد الأرامل والأيتام والمساكين ويحث الناس لاسيما الموسرين منهم على ذلك، يحب الخير للجميع ويعمل له ويطبق على نفسه وبيته ما يدعو الناس إليه فتجده حريصاً على الالتزام بالشريعة داعيا إليها. حتى إنه كان يجتنب المكروه فضلاً عن الحرام وإذا رأى في الأمر شبهة نادى بإنكاره ونهى عن التقرب منه.

## مؤلفاته
للشيخ مؤلفات عديدة ولكن أغلبها ما يزال مخطوطا وما هو مطبوع قليل، وتتجاوز مؤلفاته 30 كتابا ومن المطبوع منها:
- أوضح المقال لبيان تحفة الأطفال
- العقائد الإسلامية
- مرشد الحجاج إلى بعض أحكام الحج
- الأخلاق المحمدية
- مجموعة الاستغاثات الربانية
- جدول الأمثلة في الصرف
- تحفة الأخوان في فن البيان... وغيرها

## مرضه ووفاته
أصيب بداء السكري ثم استفحلت الغنغرينا في أطرافهِ السفلى، وعانى من آلامه في معاناة صامتة ولكنها مبرحة، فكان في مرضهِ يمتاز بصبر وجلد لا تظهر عليهِ الشكوى من آلامه، وقد سافر إلى لندن للعلاج، ثم عاد ليغادر الفلوجة عائدا إلى سامراء سنة 1971م، وبعدها بسنتين توفي في يوم الاثنين 9 ذي القعدة 1393هـ/ 3 كانون الأول - ديسمبر 1973م. وما أن سمع الناس بوفاته حتى خرج أهالي سامراء يودعونه وهرع كثير من أهالي بغداد والفلوجة والرمادي وطلابه ليشاركوا في تشييع جثمانهِ، وقد رثاه الأدباء والشعراء ومنهم الشيخ مكي الكبيسي فقال في قصيدة منها: